# کووچو
کووچو (به لهستانی:  Kłoczew) یک روستا در لهستان است که در گمینا کووچو واقع شده‌است.